# محمدرضا حیدری
محمدرضا حیدری (زاده ۱۳۴۱ در مشهد)، سیاستمدار ایرانی و پژوهشگر علوم اجتماعی است که رئیس پنجمین دوره شورای اسلامی شهر مشهد و رئیس شورای اصلاح‌طلبان خراسان رضوی بود.

## زندگی و تحصیلات
او در فروردین ۱۳۴۱ در مشهد به دنیا آمد. تحصیلات خود را تا مقطع دیپلم در مشهد و دبیرستان خسروی گذراند. با آغاز جنگ ایران و عراق همراه با برادرانش به جبهه رفت. حسن برادر کوچک و نوجوانش را در جنگ از دست داد. با پایان یافتن جنگ به مشهد بازگشت و در سال ۶۸ در دانشگاه فردوسی مشهد مشغول به تحصیل شد. مدرک کارشناسی و کارشناسی ارشد خود در رشته پژوهشگری علوم اجتماعی را از دانشگاه فردوسی مشهد اخذ کرد. وی ضمن تدریس در دانشگاه فرهنگیان، مدرس و مؤسس گروه پژوهشی علوم اجتماعی جهاددانشگاهی مشهد بوده‌است.

## سمت‌های اجرایی
- وی در سال ۱۳۶۴ تا ۱۳۶۸ معاون پرورشی آموزش و پرورش ناحیه ۴ مشهد بوده‌است و در سال ۷۶ مشاور مدیرکل آموزش و پرورش خراسان بزرگ بوده‌است
- در فاصله سالها ۱۳۷۴ تا ۱۳۷۶ به عنوان معاون فرهنگی جهاد دانشگاهی مشهد دارا مسئولیت بوده‌است.
- مدیرکل دفتر سیاسی و امنیتی استانداری خراسان بزرگ (۱۳۷۶ تا ۱۳۸۳)
- ریاست آموزش فنی و حرفه‌ای خراسان(۱۳۸۳تا۱۳۸۴)
- او همچنین در زمینه مطالعات و تسهیل گری اجتماعی بافت‌های فرسوده فعال بوده و مدیریت اجرایی اتاق اصناف مشهد را عهده‌دار بوده‌است.

## دولت اصلاحات
با روی کارآمدن دولت سید محمد خاتمی، وی سکان مدیرکلی دفتر سیاسی و امنیتی استانداری خراسان بزرگ (۱۳۷۶ تا ۱۳۸۳) و ریاست بر آموزش فنی و حرفه‌ای(۱۳۸۳تا۱۳۸۴) این استان را عهده‌دار شد. حیدری با پایان کار دولت اصلاحات و آغاز بکار دولت احمدی‌نژاد، به فضای تدریس خود در دانشگاه‌ها بازگشت.
در دوره خدمت خود در استانداری در چهارمین جشنواره شهید رجائی به عنوان مدیر نمونه ملی در حوزه پژوهش و مطالعات انتخاب شد.

## انتخابات اردیبهشت ۱۳۹۶
او درآستانه دوازدهمین دوره انتخابات ریاست‌جمهوری و پنجمین دوره انتخابات شوراهای اسلامی شهر و روستا در اردیبهشت ۱۳۹۶، ضمن عهده‌دار بودن ریاست شورای اصلاح‌طلبان استان خراسان رضوی، برای حضور در انتخابات شوراها نامزد شد. صلاحیت او تا آخرین لحظات توسط نهادهای نظارتی تأیید نشد؛ اما توانست همراه سایر اعضای لیست امید اصلاح‌طلبان به شورای شهر راه یابد. او ریاست شورای شهر مشهد را در پنجمین دوره مدیریت شهری این شهر بر عهده داشت.